# Asphalt Massaka 3
Asphalt Massaka 3 ist das sechste Soloalbum des Düsseldorfer Rappers Farid Bang. Es erschien am 27. März 2015 über sein eigenes Label Banger Musik als Standard-Edition und Limited-Boxset, inklusive zwei Bonussongs, Instrumentals, DVDs, T-Shirt, Poster und Banger-Magazin.

## Inhalt
Alle Lieder des Albums sind den Genres Gangsta-Rap und Battle-Rap zuzuordnen. Farid Bang beleidigt dabei vor allem andere deutsche Rapper, wie seinen damaligen Erzfeind Fler, aber auch Sido, B-Tight, Chakuza, Nazar, Silla, Ferris MC, G-Hot, Jaysus, Laas Unltd., MOK, DJ Desue, Kitty Kat, Franky Kubrick, Doreen Steinert, Amar, Kaas, Julian Zietlow, Nyze, Illmatic, Harris, Caput, Sierra Kidd, Reason, Yasha, Miss Platnum, Illo, Liquit Walker, Tony D, Das Bo, Thilo Sarrazin, Trailerpark, Marsimoto, Mark Forster und Curse werden angegriffen.

## Produktion
Etwa an der Hälfte der Instrumentals des Albums war der Musikproduzent Joznez beteiligt. Weitere Beats stammen von den Produzenten Johnny Illstrument, Juh-Dee, B-Case, Abaz, Freshmaker, HNDRC, Spec, Siaz, Jumpa und Cubeatz.

## Gastbeiträge
Lediglich auf dem Bonussong Banger Imperium sind neben Farid Bang andere Rapper zu hören. Bei dem Lied wird er von den bei seinem Label unter Vertrag stehenden Künstlern Summer Cem, KC Rebell, Majoe und Jasko sowie dem Rapper Al-Gear unterstützt. Ein Sample von Kollegah ist Basis des Songs Nicht schon wieder Autotune.

## Covergestaltung
| Professionelle Bewertungen | Professionelle Bewertungen |
| -------------------------- | -------------------------- |
| Kritiken                   |                            |
| Quelle                     | Bewertung                  |
| laut.de                    | [ 1 ]                      |
| rappers.in                 | [ 2 ]                      |

Das Albumcover ist an das von Asphalt Massaka angelehnt. Es zeigt Farid Bang auf dem Bordstein vor einer Mauer sitzend. Er hält ein Messer in der Hand, mit dem er sich auf den Asphalt der Straße stützt. Sein Blick ist vom Betrachter aus gesehen nach links gerichtet. Am oberen Bildrand stehen die Schriftzüge Banger Musik präsentiert und Farid Bang in Grau sowie Asphalt Massaka 3 in Rot vor schwarzem Nachthimmel.

## Titelliste
| #  | Titel                       | Produzent                               | Länge |
| -- | --------------------------- | --------------------------------------- | ----- |
| 1  | Asozialer Marokkaner        | B-Case & Spec                           | 1:41  |
| 2  | Wachstumshormone            | Johnny Illstrument & Joznez             | 3:02  |
| 3  | Tag der Abrechnung          | Johnny Illstrument, Joznez & HNDRC      | 3:16  |
| 4  | Johnny Fontaine             | Juh-Dee                                 | 3:18  |
| 5  | Regel Nr. 6                 | Joznez & Siaz                           | 3:09  |
| 6  | Niemand                     | Johnny Illstrument, Joznez & Freshmaker | 3:02  |
| 7  | King of Gangstarap          | Juh-Dee                                 | 3:13  |
| 8  | Asphalt Massaka 3           | Abaz                                    | 3:01  |
| 9  | Benz Mansory                | Joznez                                  | 3:02  |
| 10 | Der totale Beef             | Juh-Dee                                 | 3:13  |
| 11 | Härteste im Land            | Johnny Illstrument & Joznez             | 3:20  |
| 12 | FDM                         | Cubeatz                                 | 3:14  |
| 13 | Nicht schon wieder Autotune | B-Case                                  | 3:20  |
| 14 | Outro                       | Jumpa                                   | 4:35  |

Bonussongs der Limited-Edition
| #  | Titel                                                                 | Produzent      | Länge |
| -- | --------------------------------------------------------------------- | -------------- | ----- |
| 15 | Interview Gangster                                                    | Abaz           | 3:05  |
| 16 | Banger Imperium (feat. Summer Cem, KC Rebell, Majoe, Jasko & Al-Gear) | Joznez & HNDRC | 4:40  |

+ Instrumentals zu allen Liedern

## Chartplatzierungen und Singles
Asphalt Massaka 3 stieg auf Anhieb an die Spitze der deutschen Albumcharts und konnte sich acht Wochen in den Top 100 halten. In den deutschen Jahrescharts 2015 belegte der Tonträger Rang 57.
Am 11. und 26. Februar sowie am 12. März 2015 wurden Musikvideos zu den Songs Johnny Fontaine, Wachstumshormone und Asozialer Marokkaner veröffentlicht. Ersterer stieg aufgrund hoher Downloadzahlen für eine Woche auf Platz 69 in die österreichischen Charts ein. Zudem erschien am 8. März 2015 ein zehnminütiges Snippet zum Album. Ein Video zu Niemand folgte am 12. Mai 2015.